# Settonce
Il settonce è la disposizione di sette unità nel modo in cui sei di queste vadano ad occupare gli spigoli di un esagono, e la settima ne occupi il centro. Il nome deriva dal nome dei 7 dodicesimi della monetazione romana.

## Definizione
È riconoscibile come settonce l'insieme di sette oggetti di cui sei siano disposti sui vertici di un immaginario esagono e il settimo si trovi al centro di questo. 

## Utilizzo
- In agricoltura la "piantagione a settonce" è una disposizione delle piante messe a dimora ai vertici di ideali triangoli equilateri a formare un esagono. È una disposizione che, in alcuni utilizzi, come quelli dell'arboricoltura da legno, permette il migliore sfruttamento dello spazio da parte di chiome idealmente sferiche.